# 오야촌 (미야기현 구로카와군)
오야촌(大谷村)은 1954년까지 미야기현 구로카와군 남동부에 있던 촌이다. 현재의 오사토정 남부에 해당한다.

## 역사
- 1889년 4월 1일 - 정촌제 시행과 함께 9촌이 합병해 오야촌이 성립하였다
- 1954년 7월 1일 - 가스카와 촌, 오마쓰자와 촌과 합병해, 오사토촌이 되었다.

## 참고문헌
- 『宮城県町村合併誌』（宮城県地方課、1958）